# Dimmornas bro
Dimmornas bro (engelska: Waterloo Bridge) är en amerikansk dramafilm från 1940 i regi av Mervyn LeRoy.
I huvudrollerna ses Vivien Leigh och Robert Taylor. Filmen hade amerikansk premiär den 17 maj 1940. Den svenska premiären ägde rum den 22 december 1941.

## Handling
1939, vid utbrottet av andra världskriget, tar Roy Cronin (Robert Taylor), en brittisk kapten, en taxi till Waterloo Station i London, men ber föraren att ta vägen över Waterloo Bridge. När han väl är där minns han hur hans liv var tidigare och hur det har kunnat bli som det är idag.
Berättelsen förflyttas till första världskriget. En betydligt yngre Roy Cronin står vid Waterloo Bridge när signaler om tyska bombflyg börjar. En grupp ballerinor kommer förbi och frågar honom om var de kan ta skydd. Han ger dem ett svar och måste sedan hjälpa en av ballerinorna, då hennes väska går sönder. Myra Lester (Vivien Leigh), som kvinnan heter, tackar honom och bjuder därefter in honom till deras kvällsföreställning. Han avböjer då han måste möta en överste vid en middag, men kommer senare ändå till baletten. Han bjuder ut Myra på middag efter föreställningen, där de dansar, äter och delar sin första kyss tillsammans.
Följande dag pratar Myra och hennes rumskamrat Kitty (Virginia Field) om föregående natt då deras balettkoreograf, tillika arbetsgivare, kommer in och varnar Myra. Om hon går ut med en man igen kan hon räkna med att förlora sin anställning. När hon har lämnat Myra och Kitty tittar Myra ut genom fönstret och får syn på Roy. Hon skyndar sig att klä på sig och springer sedan ut till honom. Han berättar att han vill gifta sig med henne och att de måste göra det nu, eftersom han måste åka tillbaka till fronten i Frankrike om två dagar. Myra går med på att gifta sig med honom, men då han är officer måste de gå igenom flera procedurer för att få tillstånd till att gifta sig. När de väl fått tillstånd och kommer till kyrkan får de veta att prästen inte kan viga dem, enligt lagen får ingen gifta sig efter klockan tre på eftermiddagen under krigstid. De bestämmer sig för att gifta sig klockan elva följande dag, och Myra åker hem för att förbereda sig inför kvällens föreställning.
Väl hemma berättar Myra de goda nyheterna för Kitty och resten av ballerinorna, och de gör sig klara för att gå iväg till teatern. Myra får ett telefonsamtal; det är Roy som berättar att han blivit beordrad att åka till fronten genast. Myra ger sig av till järnvägsstationen, bara för att se Roy vinkande från tåget som precis lämnat stationen. Myra går tillbaka till teatern och kommer fram när föreställningen precis slutat. Eftersom hon inte var där blir hon avskedad, och då Kitty försvarar henne blir även hon avskedad.
Kitty och Myra lever tillsammans i en liten lägenhet, och har väldigt ont om pengar. Det finns inga lediga jobb och de har enbart en konservburk kvar. Myra får ett brev från Roy där han berättar att hans mamma ska komma till London från sitt gods i Skottland för att träffa henne. Myra bestämmer träff med Roys mamma, Lady Margaret (Lucile Watson), på ett café. Då Lady Margaret bli sen får Myra låna en tidning, och upptäcker till sin fasa Roys namn bland stupade officerare. När Roys mamma kommer kan hon inte berätta den fruktansvärda nyheten, och Lady Margaret lämnar caféet då hon tror att Myra är konstig.
Några månader senare har Myra och Kitty flyttat till en ny lägenhet och lever ett hyfsat bra liv. Kitty har sagt till Myra att hon arbetar på en teater, men då Myra en kväll gått till teatern för att överraska henne kommer sanningen fram; Kitty har i själva verket blivit prostituerad. Myra inser att Kitty gjorde det för att kunna köpa mat och medicin till henne och får skuldkänslor. Hon går till Waterloo Bridge för att tänka men när hon blir tilltalad av en man sväljer hon sin stolthet och blir även hon prostituerad.
Några månader senare går Myra på järnvägsstationen för att försöka hitta kunder bland de hemkomna soldaterna och får se Roy komma gående från tåget. Han blir glad över att se henne, då han fått reda på att hon och hans mor tappat kontakten. Han berättar för henne att han hamnade i tysk fångenskap och sedan behandlats för en huvudskada i Schweiz, men att han nu har kommit hem så att de äntligen kan gifta sig. Myra vet inte vad hon ska göra, men går med på att följa med till Lady Margarets gods. Hon bestämmer sig för att berätta allt för Roy där och att kärleken till slut borde övervinna allt.
På Lady Margarets gods hålls en bal och alla gäster tycker att Myra är rätt flicka för Roy, trots att hon är dansös. Myra är otroligt lycklig och ser en ljus framtid, då hon hamnar i en konversation med Roys farbror och senare även med hans mamma om hur stolt Roy borde vara över sin ställning och att hon måste vara den perfekta bruden för Roy. Myra bestämmer sig för att fly från godset, eftersom hon inte kan berätta sanningen för Roy.
Roy läser brevet som Myra har lämnat bakom sig och skyndar till London för att se om hon är i sin lägenhet. Kitty öppnar och när Roy förklarar vad som hänt ger de sig iväg för att leta efter Myra på de ställen hon brukar vara på. Hon visar sig inte vara någonstans och då Kitty nästan försäger sig förstår Roy varför Myra sprang iväg.
Myra står vid Waterloo Bridge och stirrar ut över vattnet. Hon fortsätter långsamt över bron då flera bilar kommer efter varandra. Hon börjar gå snabbare, medan hon samlar mod. När den sista bilen är på väg att passera kastar hon sig ut framför, föraren hinner inte bromsa, och Myra dör.
Tillbaka till år 1939 igen. Den äldre Roy Cronin står stilla ett tag innan han går tillbaka till taxin och vidare till Waterloo Station för att åka ut och kämpa i det nya världskriget.

## Rollista i urval
- Vivien Leigh – Myra Lester
- Robert Taylor – kapten Roy Cronin
- Lucile Watson – Lady Margaret Cronin
- Virginia Field – Kitty
- Maria Ouspenskaya – Madame Olga Kirowa
- C. Aubrey Smith – hertigen
- Janet Shaw – Maureen
- Janet Waldo – Elsa
- Steffi Duna – Lydia
- Virginia Carroll – Sylvia

## Om filmen
- Dimmornas bro lär ha varit Vivien Leighs favoritfilm bland de filmer hon gjorde.
- Filmen var så populär i Kina att delar ur filmens dialog används vid engelsklektioner.
- Pjäsen av Robert E. Sherwood som filmen baserades på hade urpremiär i New York den 6 januari 1930 och gick för 64 föreställningar.